# Éditions des Plaines
 (septembre 2024).
 (septembre 2024).
Les Éditions des Plaines sont une maison d'édition franco-manitobaine fondée en novembre 1979 dont la présidente est Joanne Therrien.
Les Éditions des Plaines sont membres de l'Association of Manitoba Book Publishers, de l'Association nationale des éditeurs de livres (ANEL) et du Regroupement des éditeurs franco-canadiens.

## Mission
La mission des Éditions des Plaines réside dans la promotion et la diffusion des talents littéraires francophones de l'Ouest canadien. Ils ont une spécialisation dans la littérature jeunesse, avec une attention particulière portée aux Premières Nations, Métis et Inuïts. Environ la moitié de leurs publications annuelles traitent de thèmes autochtones ou sont réalisées par des auteurs autochtones, reflétant leur objectif de représenter la diversité des perspectives autochtones dans la littérature francophone.

## Historique
Les Éditions des Plaines ont vu le jour au printemps 1979 à Winnipeg, au Manitoba, lorsque Annette Saint-Pierre et Georges Damphousse ont créé leur propre maison d'édition privée,. Leur objectif était de promouvoir la littérature francophone de l'Ouest canadien, sans avoir à dépendre des éditeurs de l'Est ou de la France pour être publié. Leur premier livre, Pour l'enfant que j'ai fait de la sénatrice Maria Chaput, a été lancé le 28 septembre 1979.
Dès 1980, la maison a commencé à publier des livres pour enfants, notamment Le petit dinosaure de l'Alberta de Nadine Mackenzie, et a également commencé la création de manuels et de guides pour les écoles francophones.
En 2000, Sylvie Ross et Ernest Gautron ont repris la maison d'édition. Ils ont élargi le catalogue en incluant progressivement des romans d'aventure et des livres de loisir.
Pour souligner leur 25e anniversaire en 2004, les Éditions des Plaines ont lancé la collection Les écrits de l'Ouest, rééditant des classiques de la littérature manitobaine.
En novembre 2008, les Éditions des Plaines sont vendues à de nouvelles propriétaires: Joanne Therrien à titre de présidente directrice-générale et à l'éditrice en chef Huguette Le Gall.
En mars 2009, les Éditions des Plaines déménagent dans de nouveaux locaux situés rue Kenny, offrant ainsi le double d'espace.
C'est en septembre 2009 que les Éditions des Plaines publient leur premier livre électronique,, Entre gangster en chemins de fer: Histoires insolites de l'Ouest canadien de Nadine Mackenzie.
En 2009, les Éditions des Plaines étaient la première maison à propriété Canadienne à établir un partenariat avec Amazon pour imprimer leurs livres à la demande. Ce partenariat a commencé avec 300 titres. Cette collaboration a ouvert de nouvelles opportunités de distribution internationale pour la maison d'édition.
En 2011, les Éditions des Plaines ont introduit la section "Plaines éducation", qui couvre l'ensemble du territoire canadien.
À partir de 2012, les Éditions des Plaines ont lancé un projet de publication de beaux livres, disponibles en français et en anglais, mettant en lumière diverses communautés sous le titre Lieux et paysages du Manitoba.

## Quelques titres au catalogue
- Humanismes, de Daniel Lavoie
- Je suis corbeau, de David Bouchard
- Héros autochtones, de Wab Kinew
- Mishomis raconte les traités, de Aimée Craft
- Je m'appelle Parvana, de Deborah Ellis
- Les sept enseignements sacrés, de David Bouchard
- Nipsya, de Georges Bugnet
- La fille bègue, de Annette Saint-Pierre
- Les aurores boréales: le grand spectacle de Corbeau, de David Bouchard
- Una huna? Qu'est-ce que c'est? de Susan Aglukark
- Quand on était seuls, de David Alexander Robertson
- Le Vieux-Québec en cartes postales anciennes, de Joanne Therrien et Martine Bordeleau
- Shi-shi-etko, de Nicola I. Campbell
- Sans Nimâmâ, de Melanie Florence
- Riel, patriote, de Robert Freynet
- Mission Rivière-Rouge : L’histoire d’un peuple et de son Église, de Robert Freynet
- La métisse, de Jean Féron